# Ramón González (lekkoatleta)
Ramón González Silva (ur. 24 sierpnia 1966 w Pinar del Río) – kubański lekkoatleta, specjalista rzutu oszczepem, mistrz i dwukrotny wicemistrz igrzysk panamerykańskich.

## Kariera sportowa
21 maja 1983 w Hawanie, w wieku niespełna 17 lat, rzucił oszczepem (starego modelu) na odległość 87,90 m, ustanawiając rekord Kuby. Zdobył srebrny medal na igrzyskach panamerykańskich w 1983 w Caracas, przegrywając jedynie z Laslo Babitsem z Kanady, a wyprzedzając Portorykańczyka Amado Moralesa. Również na mistrzostwach Ameryki Środkowej i Karaibów w 1985 w Nassau zdobył srebrny medal.
Zwyciężył na igrzyskach Ameryki Środkowej i Karaibów w 1986 w Santiago de los Caballeros oraz na mistrzostwach ibero-amerykańskich w 1986 w Hawanie.
Ponownie zdobył srebrny medal na igrzyskach panamerykańskich w 1987 w Indianapolis, ulegając Duncanowi Atwoodowi ze Stanów Zjednoczonych, a wyprzedzając Juana de la Garzę z Meksyku. Zwyciężył  na mistrzostwach ibero-amerykańskich w 1988 w Meksyku oraz na mistrzostwach Ameryki Środkowej i Karaibów w 1989 w San Juan. Zajął 5. miejsce w pucharze świata w 1989 w Barcelonie.
Zwyciężył na igrzyskach Ameryki Środkowej i Karaibów w 1990 w Meksyku. Zdobył złoty medal na igrzyskach panamerykańskich w 1991 w Hawanie, wyprzedzając Amerykanina Mike’a Barnetta i Kolumbijczyka Luisa Lucumíego. Odpadł w kwalifikacjach na mistrzostwach świata w 1991 w Tokio. Zwyciężył po raz trzeci na mistrzostwach ibero-amerykańskich w 1992 w Sewilli. Zdobył brązowy medal na mistrzostwach Ameryki Środkowej i Karaibów w 1995 w Gwatemali.
Oprócz rekordu Kuby starym modelem oszczepu był również dwukrotnym rekordzistą w rzucie oszczepem obecnym modelem, do wyniku 79,24 m, uzyskanego 20 czerwca 1987 w Atenach.